# Elliottia pyroliflora
Elliottia pyroliflora är en ljungväxtart som först beskrevs av Bongard, och fick sitt nu gällande namn av S.W. Brim och P.F. Stevens. Elliottia pyroliflora ingår i släktet Elliottia och familjen ljungväxter. Inga underarter finns listade i Catalogue of Life.

## Bildgalleri

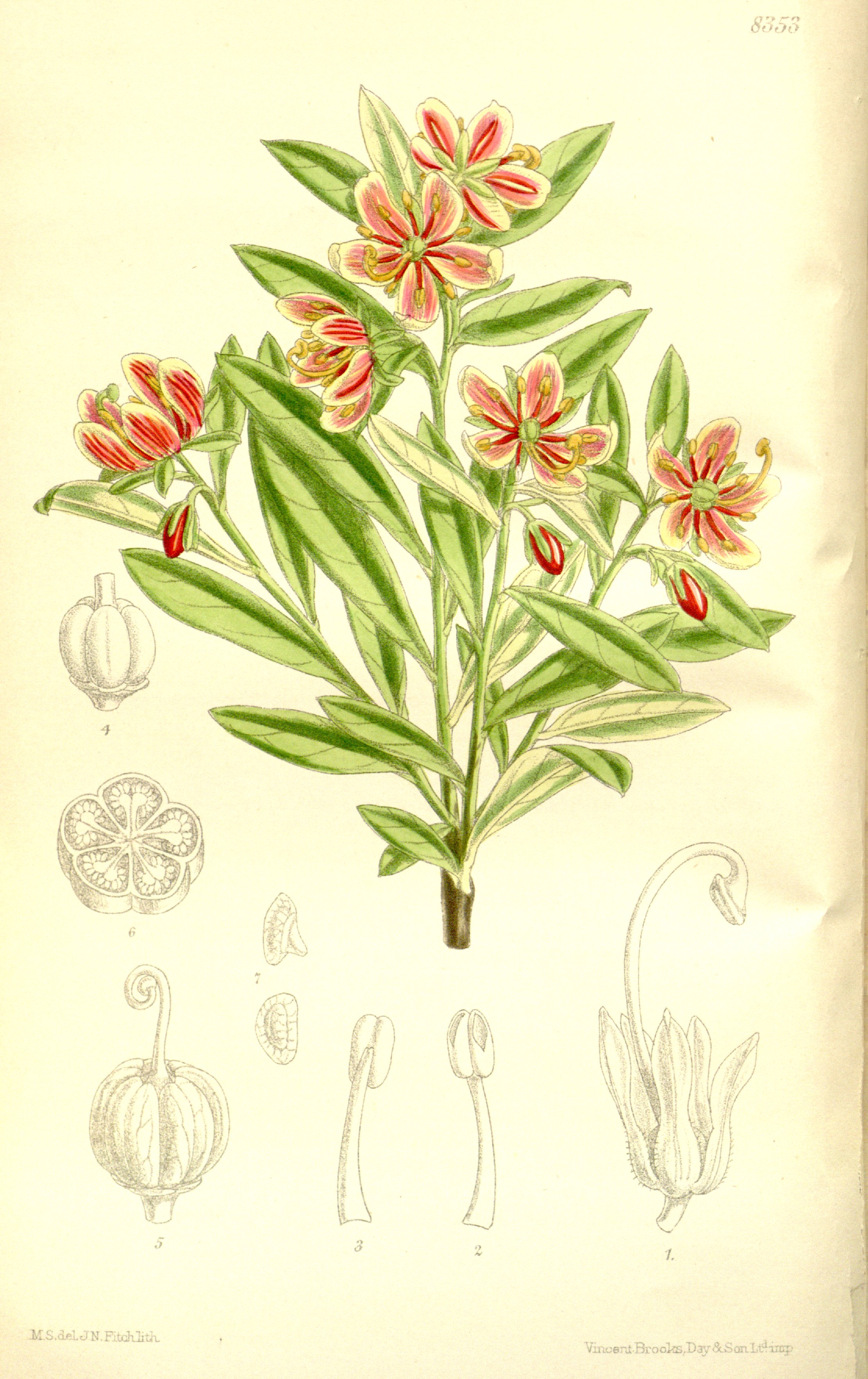
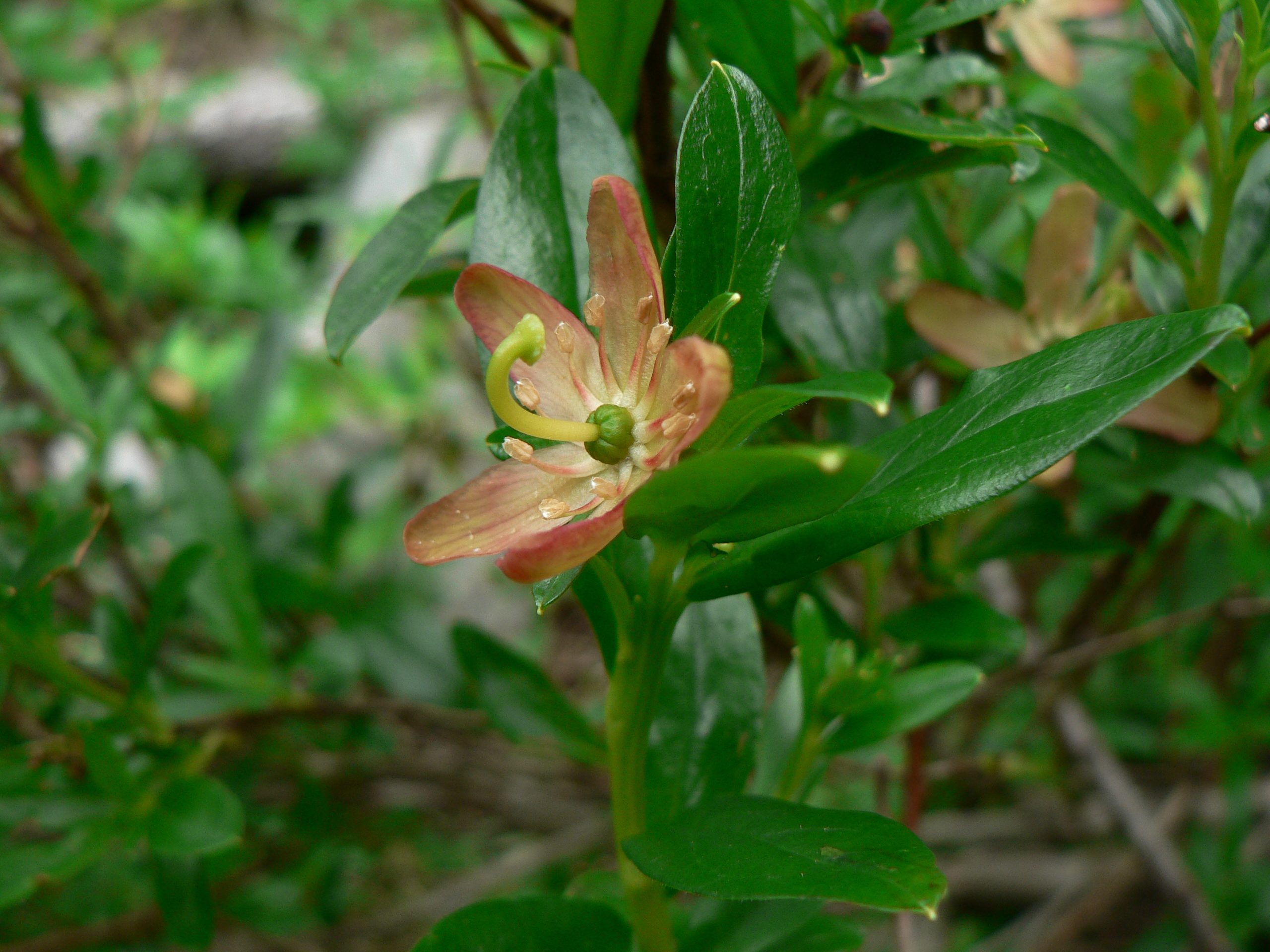
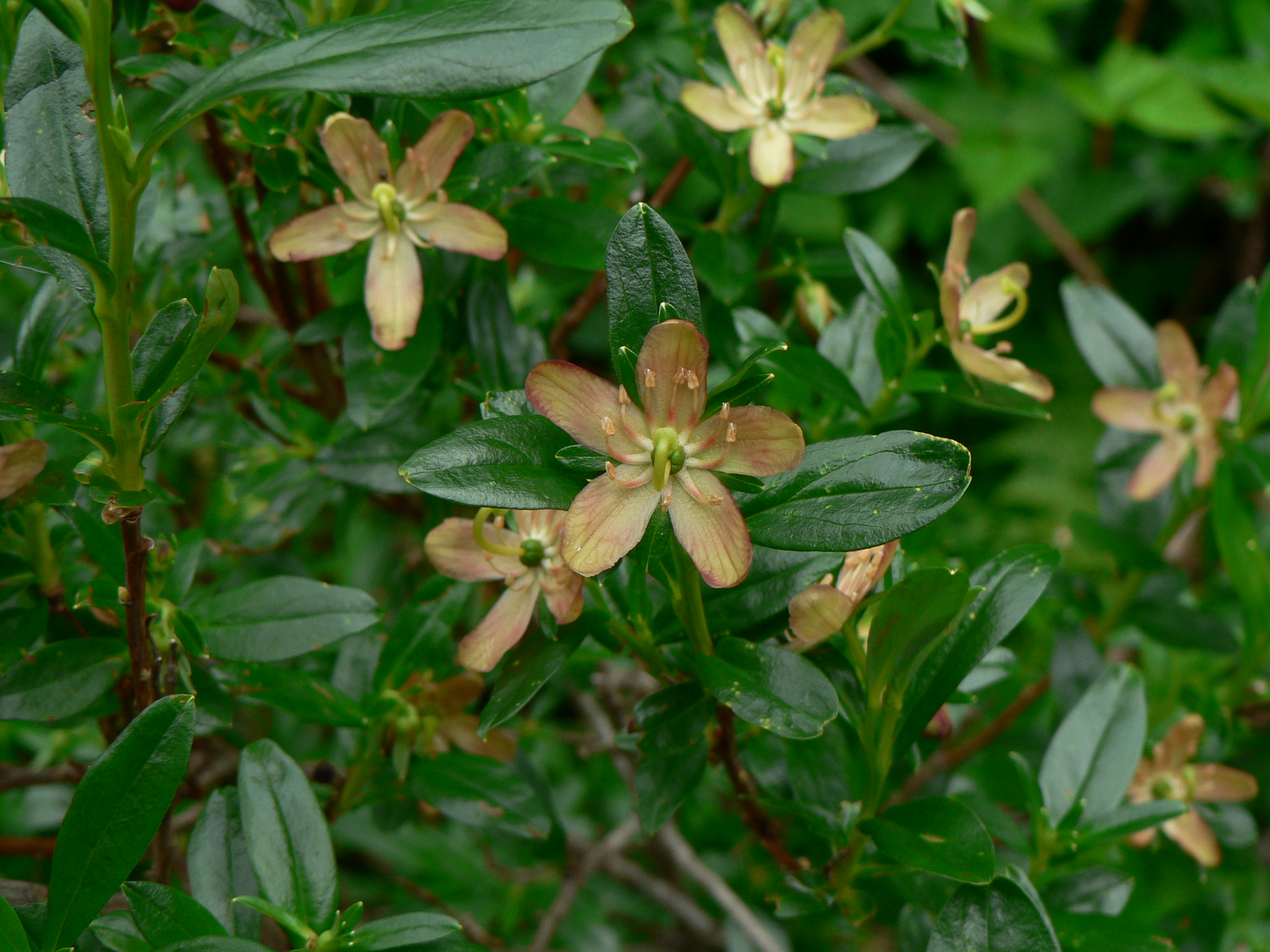
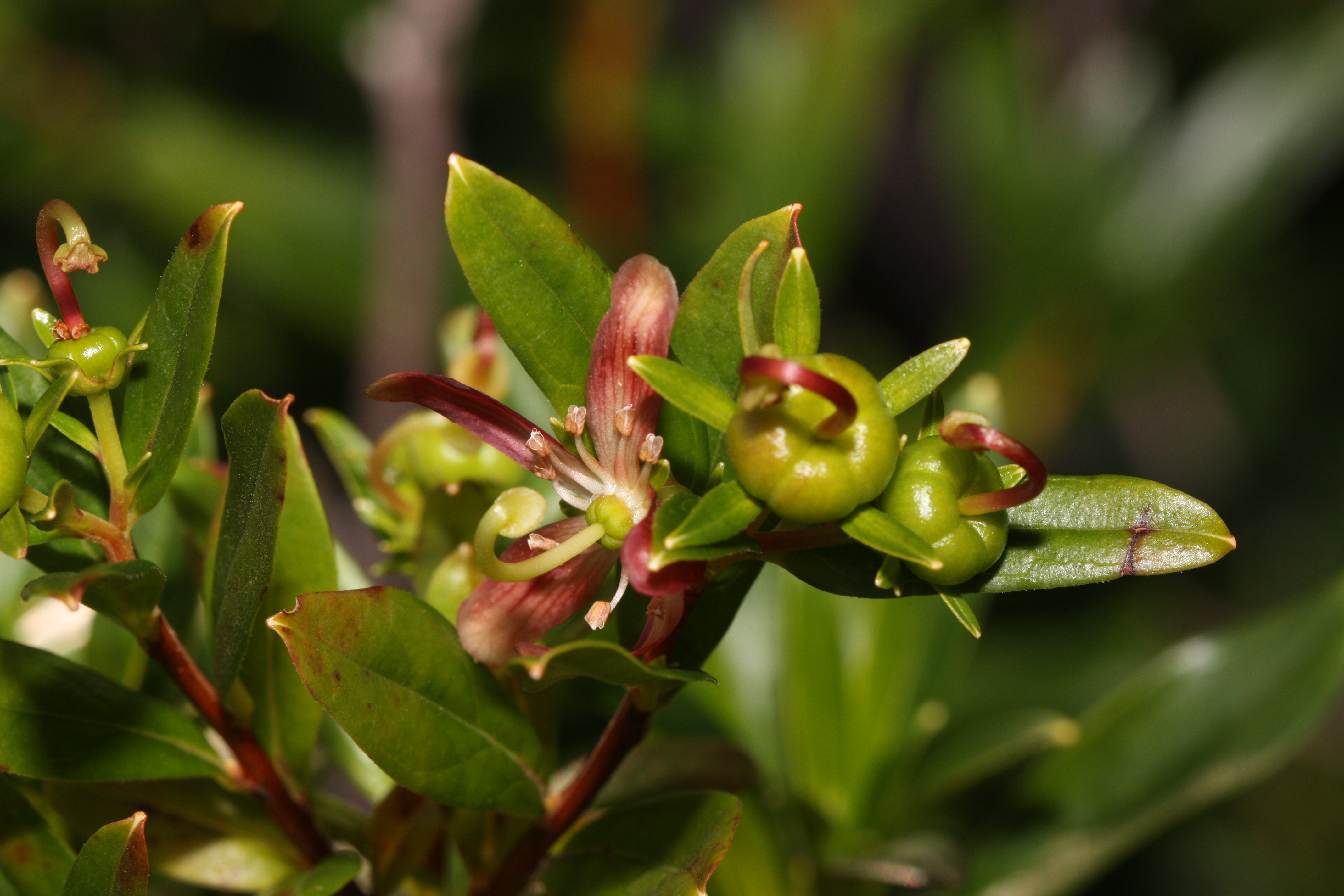
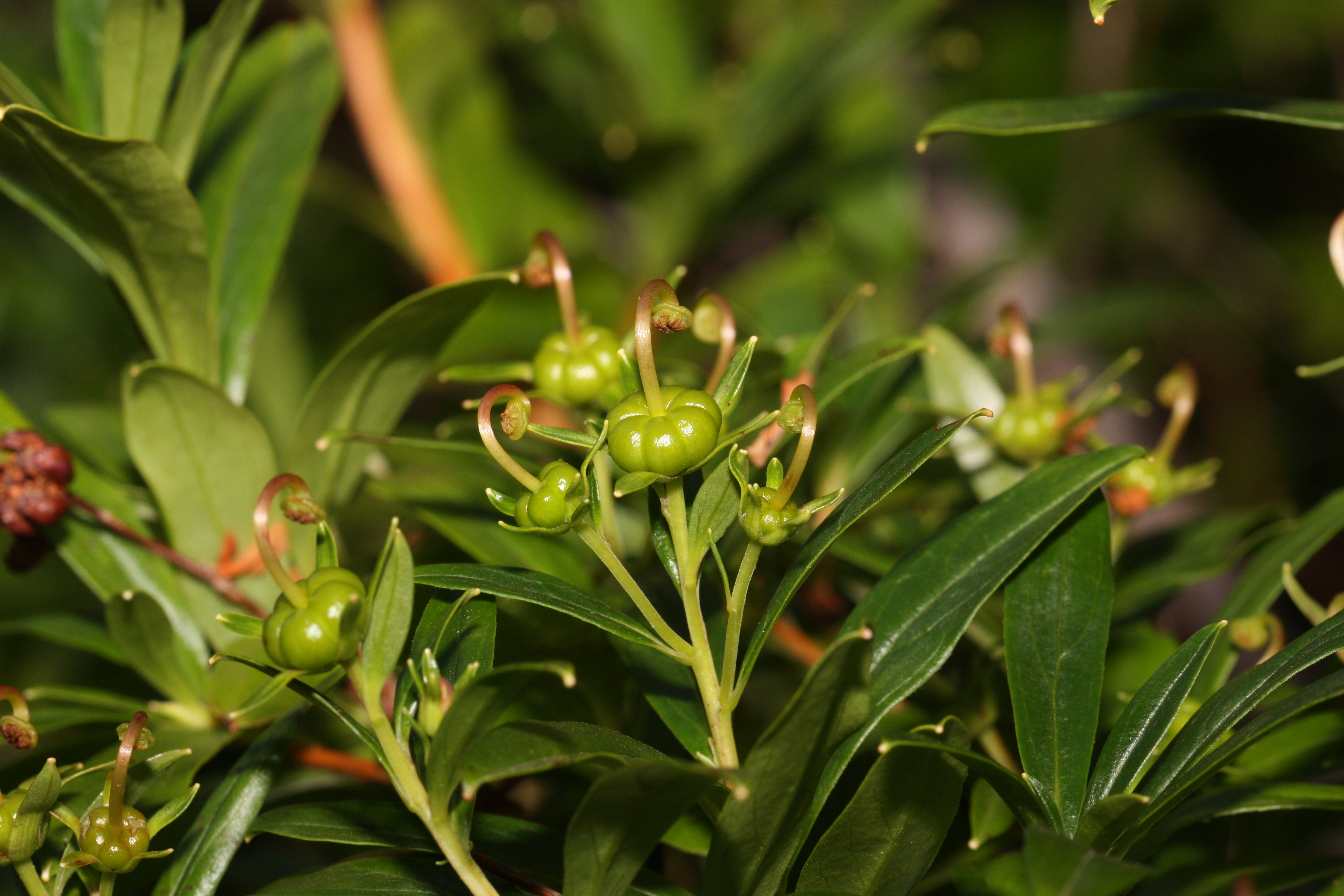
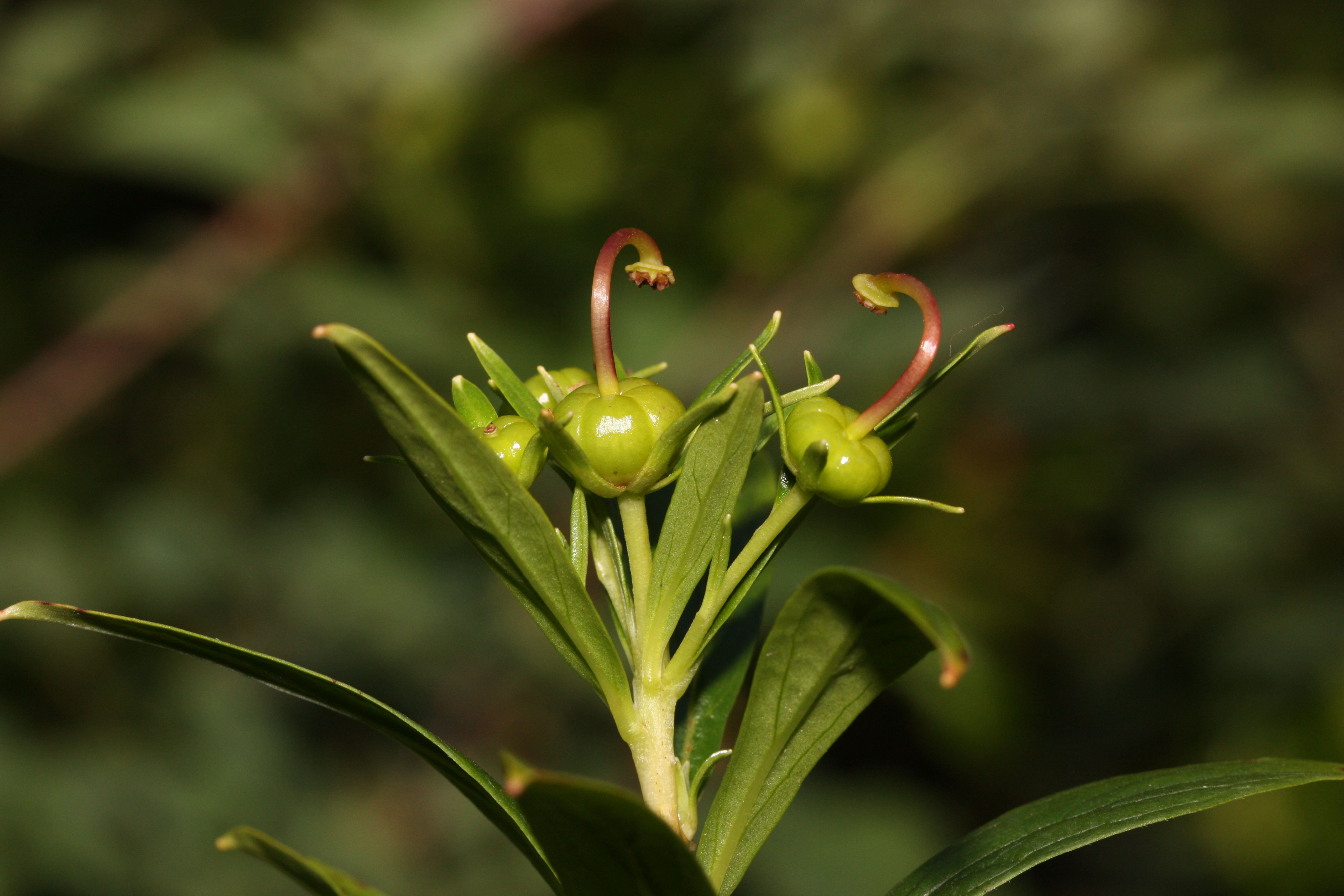